# Маккабі (баскетбольний клуб, Тель-Авів)
Маккабі Тель-Авів  (івр. מועדון כדורסל מכבי תל-אביב — Моадон Кадурсаль Макабі Тель-Авів) — ізраїльський професійний баскетбольний клуб з Тель-Авіву. Заснований у 1932 році як частина спортивного товариства Маккабі. Виступає в чемпіонаті Ізраїлю та Євролізі. 
Маючи на своєму рахунку 57 чемпіонських титулів, 46 Кубків Ізраїлю і 10 Кубків ліги Ізраїлю, Маккабі є найуспішнішим клубом Ізраїлю. Також Маккабі є шестиразовим переможцем Євроліги, що робить його найуспішнішим в Ізраїлі на міжнародній арені, а також одним із найтитулованіших у Європі.

## Досягнення

### Національні змагання
Чемпіонат Ізраїлю
Чемпіон (57): 1953–54, 1954–55, 1956–57, 1957–58, 1958–59, 1961–62, 1962–63, 1963–64, 1966–67, 1967–68, 1969–70, 1970–71, 1971–72, 1972–73, 1973–74, 1974–75, 1975–76, 1976–77, 1977–78, 1978–79, 1979–80, 1980–81, 1981–82, 1982–83, 1983–84, 1984–85, 1985–86, 1986–87, 1987–88, 1988–89, 1989–90, 1990–91, 1991–92, 1993–94, 1994–95, 1995–96, 1996–97, 1997–98, 1998–99, 1999–2000, 2000–01, 2001–02, 2002–03, 2003–04, 2004–05, 2005–06, 2006–07, 2008–09, 2011–12, 2013–14, 2017–18, 2018–19, 2020–21, 2022–23, 2023–24;
Срібний призер (7): 1959–60, 1960–61, 1965–66, 1968–69, 2007–08, 2009–10, 2012–13;
Кубок Ізраїлю
Володар (46): 1955–56, 1957–58, 1958–59, 1960–61, 1962–63, 1963–64, 1965–66, 1969–70, 1970–71, 1971–72, 1972–73, 1974–75, 1976–77, 1977–78, 1978–79, 1979–80, 1980–81, 1981–82, 1982–83, 1984–85, 1985–86, 1986–87, 1988–89, 1989–90, 1990–91, 1993–94, 1997–98, 1998–99, 1999–2000, 2000–01, 2001–02, 2002–03, 2003–04, 2004–05, 2005–06, 2009–10, 2010–11, 2011–12, 2012–13, 2013–14, 2014–15, 2015–16, 2016–17, 2020–21, 2024–25;
Фіналіст (8): 1961–62, 1968–69, 1995–96, 1996–97, 2007–08, 2017–18, 2022–23, 2023–24;
Кубок ліги Ізраїлю
Володар (10): 2007, 2010, 2011, 2012, 2013, 2015, 2017, 2020, 2021, 2022;
Фіналіст (4): 2009, 2014, 2016, 2020.

### Євроарена
- Євроліга

Переможці (6): 1977, 1981, 2001, 2004–2005, 2014;
Срібні призери (9): 1980, 1982, 1987–1989, 2000, 2006, 2008, 2011;
Півфіналісти (1): 2002;
3 місце (3): 1979, 1985, 1991;
4 місце (1): 1978;
'Фінал чотирьох (12): 1988–1989, 1991, 2000–2002, 2004–2006, 2008, 2011, 2014.